# Matsuda Kosuke (1986)
Kosuke Matsuda (sinh ngày 26 tháng 9 năm 1986) là một cầu thủ bóng đá người Nhật Bản.

## Sự nghiệp câu lạc bộ
Kosuke Matsuda đã từng chơi cho YSCC Yokohama.